# Alicja w Krainie Czarów (film 1949)
Alicja w Krainie Czarów (fr. Alice au pays des merveilles) – francuski częściowo animowany film fantasy z 1949 roku w reżyserii Dallasa Bowera na podst. powieści Lewisa Carrolla pod tym samym tytułem. Postacie z Krainy Czarów zostały przedstawione przez animowane poklatkowo lalki stworzone przez Lou Bunina.
Była to pierwsza kolorowa ekranizacja Alicji w Krainie Czarów.

## Fabuła
W latach 50. XIX wieku w Anglii Charles Dodgson jest wykładowcą matematyki Christ Church w Oksfordzie. Wicekanclerza uczelni bulwersują postulaty Dodgsona, wyrażone za pośrednictwem wiersza, o usunięcie uczelnianego dzwonu Great Tom. Boi się, że wiersz zostanie przeczytany królowej Wiktorii, która wkrótce ma odwiedzić Oksford. Córki dr-a Liddela, dziekana uczelni nie mogą być obecne podczas wizyty królowej w obawie o zakłócenie porządku. Przyjaźniący się z nimi Dodgson, ukradkiem bierze jedną z tart przeznaczonych dla królowej i daje ją Alice, średniej córce Lidella. Gdy przybywa królowa i książę-małżonek, Dodgson i inni pracownicy naukowi podzielający jego opinię o uciążliwości Great Tom, nie mogą znaleźć odwagi, by powiedzieć co myślą o dzwonie.
Dodgson zabiera córki dziekana na przejażdżkę łodzią. Opowiada im historię o dziewczynce imieniem Alicja, która trafiła do dziwnego świata. Alicja, w wyobrażeniach Alice wyglądająca jak ona sama, zaciekawiona udaje się za wytwornie ubranym białym królikiem do dużej króliczej nory. Ląduje w abstrakcyjnym pomieszczeniu pełnym drzwi. Na jego końcu są malutkie drzwi, za którymi Biały Królik przygotowuje obiad dla pewnej królowej. Tuż obok na stoliku zjawia się flakonik z karteczką „Wypij mnie”. Alicja bez wahania wypija go i staje maleńka. Klucz do drzwi jest na stoliku, więc Alicja chcąc do niego się dostać zjada ciastko z napisem „Zjedz mnie”, lecz staje się tak olbrzymia, że pokój jest zbyt ciasny. Z bezradności wybucha płaczem, a jej łzy wypełniają pokój. Królik na jej widok ucieka w popłochu gubiąc wachlarz i rękawiczki. Za pomocą wachlarza Alicja wraca do dawnego rozmiaru.
Unosząc się w morzu własnych łez Alicja natyka się na mysz, którą przeraża na wspomnienie o swej kotce Dinie. Oboje wypływają na brzeg, gdzie przemoczone zwierzęta debatują nad najlepszym sposobem na wyschnięcie. Biały Królik zaś bierze Alicję za swą gospodynię Mariannę i każe jej przynieść rękawiczki i wachlarz z jego domu. Tam Alicja wypija kolejny flakonik i robi się tak wielka, że jej ramię wystaje z domu. Królik i jego ogrodnicy-jaszczurki wrzucają do środka kamyk, który zamienia się w ciastka i po jego zjedzeniu Alicja wraca do dawnego rozmiarem. Ogrodnicy i zwierzęta z brzegu na rozkaz królika ścigają Alicję, lecz rozdziela ich gigantyczne szczenię. Wędrując po lesie, Alicja spotyka gąsienicę i wspólnie recytują wiersz o ojcu Williamie.
Tymczasem karciana armia Królowej Kier informuje zwierzęta o kradzieży tart królowej. Podejrzenie pada na Alicję będącej tu obcą. Z kolei Alicja śledząc posłańców-ryb trafia do zamku Księżnej. W środku widzi Księżną lulającą niemowlę i chaotycznie gotującą kucharkę. W wyniku działań kucharki zamek wylatuje w powietrze. Alicja łapie w locie niemowlę nieobecnej Księżnej i ku jej zdumieniu zmienia się ono w prosiaka. Obecny tam kot z Cheshire wskazuje dwa kierunki – jeden prowadzący do Kapelusznika, a drugi do Marcowego Zająca, obu szalonych. Na protesty Alicji Kot stwierdza, że w tej krainie każdy jest szalony, w tym Alicja, inaczej by się tu nie znalazła, po czym znika. Alicja chce poznać Królową Kier, ale widząc obławę pod wodzą Białego Królika zmuszona jest ukrywać u Marcowego Zająca urządzających herbatkę wraz Kapelusznikiem i ich znajomym Susłem. Obaj wytykają Alicji każdą nielogiczność w jej wypowiedziach.
Alicja musi opuścić przyjęcie, gdy atakuje ją ścigający tłum zwierząt. Salwując się ucieczką ponownie trafia do pokoju z drzwiami. Z pomocą przychodzi jej Kot z Cheshire i prowadzi do dna morza, gdzie homary tańczą kadryla. Tymczasem w królewskich ogrodach Biały Królik widzi karty do gry, by uniknąć gniewu Królowej Kier, malują na czerwono białe róże zasadzone omyłkowo w miejsce czerwonych. Gdy przybywa Królowa Kier i jej małżonek, podlizujący się Biały Królik donosi o niedoskonałej pracy malarzy i władczyni skazuje ich na śmierć. Po chwili królowa dostrzega Alicję i każe jej grać z nią w krokieta, z flamingami jako młotkami i jeżami jako piłkami. Na krokiecie jest również Księżna z zaproszenia Królowej Kier i Kot z Cheshire.
Na widok brakujących tart Królowa Kier zamierza wszystkich skazać na dekapitację. Król Kier mówi jej, żeby skazać tylko faktycznego sprawcę. Biały Królik oskarża o kradzież Alicję, mimo wiedzy o tym, że za kradzieżą stał Walet Kier. Król jednak wnosi o uczciwy proces. W celi Alicja poznaje lamentującego Nibyżółwia, który kiedyś był prawdziwym żółwiem. Na procesie niespodziewanie olbrzymia Alicja widzi absurdalność zeznań świadków i dowodów i zostaje zaatakowana przez karty. Nagle Alice budzi się w łodzi, gdy Dodgson kończy swoją historię. Upiera się ona, że wszystko, co się wydarzyło, było prawdziwe. Na osobności dostrzega Białego Królika, który potwierdza jej słowa. Alice szczęśliwie podąża za Dodgsonem i jej siostrami do domu.

## Obsada
- Stephen Murray –
  - Charles Dodgson / Lewis Carroll,
  - Walet Kier (głos)
- Carol Marsh –
  - Alice Liddel,
  - Alicja
- Adele Leigh – Alicja (głos w partiach wokalnych)
- Ernest Milton –
  - Biały Królik (głos),
  - wicekanclerz
- Felix Aylmer –
  - Kot z Cheshire (głos),
  - dr Henry Liddel
- Pamela Brown –
  - Królowa Kier (głos),
  - królowa Wiktoria
- David Reed –
  - Król Kier (głos),
  - książę-małżonek Albert
- Joyce Grenfell –
  - Księżna (głos),
  - Suseł (głos)
- Raymond Bussières –
  - Kapelusznik (głos),
  - krawiec
- Joan Dale – Edith Liddel
- Elizabeth Henson – Lorina Liddel
- Jack Train (głos)
- Peter Bull (głos)
- Ivan Staff (głos)
- Claude Hulbert (głos)

Źródło:

## Produkcja
W latach 40. XX wieku ukraińsko-amerykański animator specjalizujący się w animacji lalkowej Lou Bunin został zwolniony z Metro-Goldwyn-Mayer z powodu rzekomych sympatii komunistycznych. Bunin wówczas przeprowadził się do Europy, gdzie rozpoczął prace nad adaptacją powieści Alicja w Krainie Czarów Lewisa Carrolla. Produkcja była finansowa niezależnie. Brytyjski reżyser Dallas Bower nakręcił prolog z aktorami, gdy Bunin odpowiadał za sekwencje animowane. Rolę tytułowej bohaterki otrzymała 20-letnia wówczas angielska aktorka Carol Marsh . Przy animacji pracowali dawni pracownicy amerykańskiego producenta filmowego Walta Disneya zwolnieni przez niego z powodów lewicowych poglądów. Z powodu umowy Technicoloru dającej filmom animowanym Walt Disney Productions wyłączność na ich taśmy, Lou Bunin Productions zmuszone było kręcić na taśmie kolorowej Ansco dającej często niezadowalające efekty.
Zostały nakręcone dwie wersje językowe filmu – angielska oraz francuska .

## Premiera
W Stanach Zjednoczonych film miał premierę 24 lipca 1951 roku, jednak nie był szeroko rozpowszechniany z powodu sporu prawnego z Waltem Disneyem, który tworzył własną ekranizację wersję Alicji w Krainie Czarów, w tym samym czasie co wersja Lou Bunin Productions i mającą premierę dwa dni później. Disney i RKO Radio Pictures pozwali Souvaine Selective Pictures, dystrybutora brytyjskiej wersji filmu, o próbę zarobienia na ich wersji Alicji. Uważano, że publiczności mogą się mylić oba tytuły i z tego powodu RKO poniesie straty finansowe. Przedstawiciel Souvaine Selective Pictures odrzucił zarzuty stwierdzając, że to „zdrowe dla branży, aby mieć dwie zupełnie różne koncepcje ukochanego klasyka pojawiające się mniej więcej w tym samym czasie”.
Omawiający sprawę tygodnik „Time” donosił, że w przypadku przegranej Alicja w Krainie Czarów Bowera będzie mogła być wyświetlana na terenie Stanów Zjednoczonych dopiero 18 miesięcy po wersji Disneya. Bunin oskarżał Disneya o próbę pogrążenia jego filmu i wstrzymanie go na trzy lata, by przez ten czas miał zysk ze swojej wersji. Bunin stwierdzał, że on tworzył Alicję w Krainie Czarów bliższą wersji Lewisa Carrolla, gdy Disney robił „Myszkę Miki w Krainie Czarów” przerabiając materiał źródłowy jak mu to wygodnie . Ostatecznie Disney i RKO przegrali sprawę sądową.
Film miał zostać wydany w Wielkiej Brytanii dopiero w 1985 roku, rzekomo z powodu przedstawienia królowej Wiktorii jako tyranki. Nie jest to prawda, gdyż film został pokazany w telewizji w stacji BBC Two kwietnia 1961 roku.

## Odbiór
Alicja w Krainie Czarów spotkała z negatywną krytyką. Bosley Crowther z „The New York Times” opisał film jako koszmar pozbawiony humoru i mający „nastrój niemal tołstojowski”, zaś prezentowane projekty postaci jako „brzydkie” i tła „niekomfortowo pozbawione smaku”.
Alicja w Krainie Czarów była ostatnim pełnometrażowym projektem Bunina.